# Nowa Biała (województwo małopolskie)

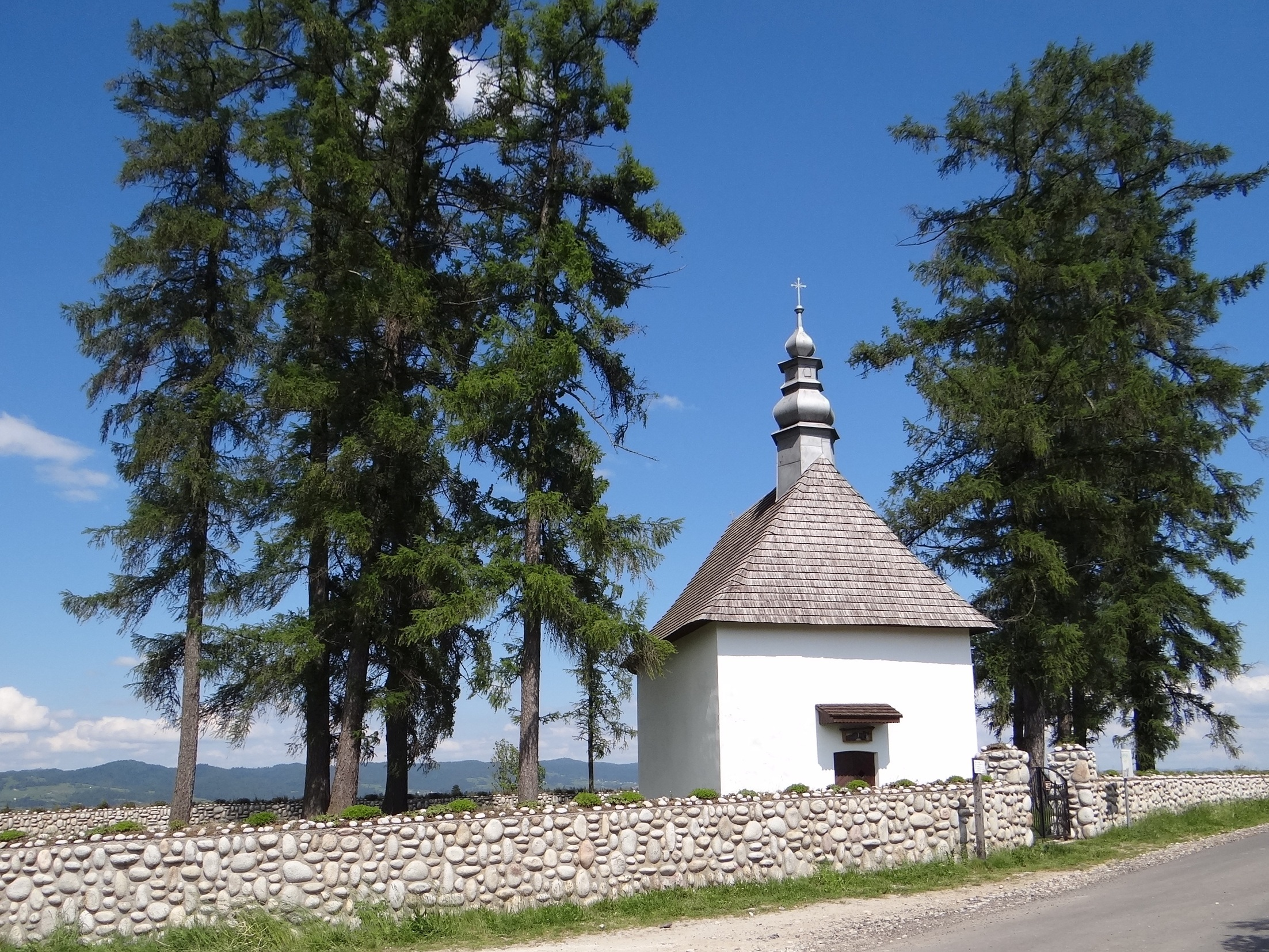
Kaplica św. Magdaleny

Nowa Biała (słow. Nová Belá, węg. Újbéla) – wieś spiska w Polsce położona w województwie małopolskim, w powiecie nowotarskim, w gminie Nowy Targ.
W latach 1975–1998 miejscowość położona była w województwie nowosądeckim.

## Położenie
Nowa Biała to wieś znajdująca się na Spiszu, blisko Białki Tatrzańskiej. Geograficznie jest to wschodnia część Kotliny Nowotarskiej. Położona jest na lewym brzegu rzeki Białki, na wysokości ok. 600–620 m n.p.m. Leży na równinie pokrytej żwirami i otoczakami granitowymi, częściowo gliną; lekko wzniesionej w kierunku podhalańskich wsi: Białki Tatrzańskiej, Gronia i Gronkowa.

## Zabudowa wsi
W Nowej Białej zachował się do dziś oryginalny układ zabudowy wsi. Założenie przestrzenne wsi, ulicowo-placowe, tworzą dwie równoległe ulice przebiegające wzdłuż osi wschód – zachód. Rozdziela je szeroki pas ziemi nazywany blychami, rozciągający się prawie na całą długość wsi. Środkiem tego pasa płynie potok łączący się z Białką.
Zabudowa wsi jest zwarta i zgrupowana wzdłuż wspomnianych dwóch długich ulic. Prostopadle do nich ułożone są wąskie, wydłużone działki. Mieszczące się na nich zagrody składają się z murowanego domu mieszkalnego, budynków inwentarskich oraz drewnianej stodoły. Na tyłach zabudowy działek biegnie ulica nazywana „poza stodołami”, służąca do celów gospodarskich. Dom mieszkalny jest ustawiony kalenicowo, czyli dłuższym bokiem do drogi, a w jego bocznej lub środkowej części znajduje się szeroki wjazd na podwórko. Od ulicy dom poprzedza mały ogródek. Na końcu podwórka są usytuowane obora, stajnia i szopa na siano, z przejazdem na dalszą część działki. Podwórko bywa czasem zabudowane z jednej strony pomieszczeniami gospodarskimi lub składowymi. Za oborą rozciąga się plac lub ogród, na końcu którego, w odległości około 60–100 m, stoi stodoła przeznaczona na składowanie słomy, z przejazdem na ulicę „poza stodołami”, biegnącą wzdłuż całej zabudowy wsi.
W centrum miejscowości znajduje się kościół, obok którego przebiega ulica prostopadła do dwóch wspomnianych. Jest to dawny szlak handlowy wiodący z Nowego Targu na Spisz.

## Historia
Nowa Biała jest jedyną wsią spiską położoną na obecnym lewym brzegu Białki należącą do Węgier do 1918 r. (nazwa węg. Újbela, słow. Nová Belá, niem. Neu Bela). W dokumentach pojawia się w XIV wieku. Wtedy to węgierski ród Berzewiczych rozpoczął na tych terenach kolonizację. W XVII i XVIII wieku wieś była ważnym punktem na trakcie handlowym pomiędzy Polską a Węgrami, który miał znaczenie dla importu do Polski wina i tytoniu. Oprócz cotygodniowych targów odbywały się w niej na mocy przywileju cesarskiego 3 doroczne jarmarki. W okresie II wojny światowej miejscowość należała do marionetkowego państwa słowackiego. Szczególną aktywnością antypolską wyróżniał się ks. Franciszek Moš, proboszcz Nowej Białej i dziekan świeżo utworzonego dekanatu w Niedzicy. Został on jednocześnie państwowym inspektorem szkół ludowych na Spiszu.

## Zabytki
Obiekt wpisany do rejestru zabytków nieruchomych województwa małopolskiego.
- Kościół parafialny pw. św. Katarzyny, cmentarz przykościelny, ogrodzenie.
Wysoka wieża kościoła na rzucie kwadratu zakończona jest falistą linią gzymsu i przykryta barokowym, cebulastym hełmem. Portal przy wejściu do zakrystii pochodzi z 1781 roku. Wewnątrz świątyni znajduje się ołtarz główny rokokowy z posągami św. Barbary i św. Apolonii ubranych w dawne stroje. W środku obraz olejny przedstawiający męczeństwo św. Katarzyny z XVIII w. zakryty pochodzącym również z XVIII w. obrazem „Matka Boska z Dzieciątkiem wśród aniołów”. Po bokach figury św. Piotra i Pawła. W zwieńczeniu ołtarza kompozycja snycerska przedstawiająca Trójcę Świętą w otoczeniu aniołków, obłoków i promieni. W ołtarzu bocznym scena figuralna ofiarowania różańca św. Dominikowi i św. Katarzynie Sienieńskiej przez Matkę Boską. Z boku figura św. Jacka. W ołtarzu od strony południowej figura Serca Jezusowego i obraz św. Małgorzaty Alacoque. Konfesjonał z 1744 roku z ornamentami ludowymi. W skarbcu kościelnym przechowywana jest monstrancja z 1766 roku fundacji Jana Wincentego Pawlaka, a wykonana przez Jana Szilassyego, złotnika z Lewoczy (subtelna ornamentyka, wykładziny z drogich kamieni). Po lewej stronie kościoła znajduje się klasycystyczna ambona z 1831 roku z malowidłem siewcy w spiskim stroju.
Od kilku lat w każdy czwartek odprawiane jest nabożeństwo do Matki Bożej Nieustającej Pomocy, podczas którego wspólnie parafianie proszą o łaski za wstawiennictwem Matki Bożej, Pana Jezusa.
- Kaplica pw. św. Marii Magdaleny.
Kaplica położona przy dawnym szlaku handlowym z Nowego Targu na Spisz, przy drodze zwanej furmaniec. Droga ta była częścią dawnego szlaku handlowego który prowadził ze Spisza w stronę Cisowej Skały do Gronkowa i dalej do Nowego Targu. W chwili obecnej, prowadzi tu zielony szlak turystyczny ciągnący się od Szaflar po Dursztyn. Brak jest materiałów źródłowych, które by mówiły o dacie zbudowania zabytkowego kościółka św. Marii Magdaleny. Wiadomo, że wybudowany został z kamienia z bielskiego kamieniołomu. Ogrodzenie kościółka to wał usypany z ziemi i otoczaków. Wewnątrz znajduje się skromny ołtarz św. Marii Magdaleny oraz mały drewniany chór. Podczas kolejnych epidemii chorób zmarli chowani byli na cmentarzu przy kościółku. W roku 1873 w czasie trwania epidemii cholery, cmentarz ten był poszerzony o kilka sąsiadujących działek.
Na uwagę zasługuje fakt, że do 1919 roku Urząd Biskupi Spiskiej Kapituły przy przyznawaniu rocznej dotacji na utrzymanie obiektów sakralnych dla Nowej Białej, przeznaczał na utrzymanie tego kościółka 90% całego funduszu. Do roku 1944 odpust św. Marii Magdaleny był bardziej uroczysty, aniżeli odpust św. Katarzyny. Obecnie raz w roku w święto Marii Magdaleny, tj. 22 lipca odbywa się tam uroczysty odpust parafialny.

## Kultura
We wsi jest używana gwara spiska, zaliczana przez polskich językoznawców jako gwara dialektu małopolskiego języka polskiego, przez słowackich zaś jako gwara przejściowa polsko-słowacka. Tradycyjnym ubiorem był strój spiski w odmianie trybskiej.
W Nowej Białej działa Zespół Folklorystyczny Śpis, którego siedziba zlokalizowana jest w Centrum Kultury Słowackiej w Nowej Białej. Zespół Folklorystyczny został założony w 1948 roku.
O rozwój miejscowej kultury dba również działająca na terenie miejscowości Biblioteka Publiczna w Nowej Białej. Jest to filia Gminnej Biblioteki Publicznej zs. w Waksmundzie. Biblioteka została założona w 1963 roku z inicjatywy ówczesnej Powiatowej Biblioteki Publicznej, przebywającej na koloniach letnich młodzieży z powiatu bocheńskiego oraz miejscowej młodzieży. W ramach "Akcji Spisz", kompletowano książki, które wzbogaciły księgozbiór biblioteki szkolnej, a częściowo zostały także przekazane na rzecz powstającej biblioteki gromadzkiej. W ramach tej akcji zgromadzono 1350 książek, z czego 320 woluminów przekazano bibliotece. Do 1989 roku biblioteka działała w budynku Ochotniczej Straży Pożarnej w Nowej Białej. Później z powodu wypowiedzenia umowy najmu i braku innej lokalizacji, biblioteka do 2017 roku znajdowała się w piwnicy prywatnego budynku, należącego do kierowniczki biblioteki w Nowej Białej. W 2017 roku biblioteka wróciła ze swoją siedzibą do nowej części budynku Ochotniczej Straży Pożarnej w Nowej Białej.

## Religia
Powstanie parafii rzymskokatolickiej pod wezwaniem św. Katarzyny Aleksandryjskiej w Nowej Białej określa się na rok 1278. Ciągłość jej trwania została przerwana w okresie, gdy Horvathowie z Palocsy przeszli na luteranizm. W 1725 r. rozpoczęto budowę kościoła murowanego (w miejscu drewnianego, datowanego na 1632 r.) pw. św. Katarzyny Aleksandryjskiej, który konsekrowano w 1748 r.

## Osoby związane z miejscowością
- Dominik Kalata – jezuita, słowacki biskup tytularny Semta.

## Turystyka
Wieś jest bardzo atrakcyjnym terenem dla turystów ze względu na bardzo dogodne warunki do wypoczynku (nad Białką). Na południe od Nowej Białej, między wapiennymi skałkami: Obłazową i Kramnicą, przeciska się rzeka Białka tworząc malowniczy przełom chroniony przez rezerwat przyrody Przełom Białki pod Krempachami, gdzie można zobaczyć m.in. reliktową roślinność naskalną. Bardzo atrakcyjne są również Skałki Dursztyńskie, które występują od Kramnicy w przełomie Białki do Czerwonej Skały.

### Piesze szlaki turystyczne
- na odcinku: Łapszanka – Pawlików Wierch (1016 m n.p.m.) – Trybsz – Nowa Biała – Dębno – Harklowa – Łopuszna
- na odcinku: Dursztyn – Krempachy – Nowa Biała – Cisowa Skałka (685 m n.p.m.) – Gronków – Szaflary